# خوزه ریورا
خوزه ریورا (انگلیسی: José Rivera) (متولد ۱۹۷۷ ژوئیه ۲) بازیکن والیبال اهل پورتوریکو، عضو تیم ملی مردان پورتوریکو است. او در ترکیب تیم پورتوریکو که مدال مدال نقره مسابقات قهرمانی نورسکا در آناهایم را به دست آورد حضور داشت و با تیم خود مدال برنز در جام پان امریکن ۲۰۱۰ را به دست آورد.